# Хартманн, Леннарт
Леннарт Хартманн (нем. Lennart Hartmann; 3 апреля 1991, Берлин) — немецкий футболист, полузащитник.

## Клубная карьера
Первый свой матч за «Герту» сыграл 31 июля 2008 года в первом отборочном раунде Кубка УЕФА 2008/09 против «Нистру» из Атаки. Первый матч в Бундеслиге сыграл 17 августа 2008 года против франкфуртского «Айнтрахта», когда он вышел на замену на 67-й минуте вместо Гойко Качара. Этот выход сделал его самым молодым игроком, когда-либо игравшим за «Герту» в Бундеслиге и шестым молодым игроком, когда-либо игравшим в бундеслиге в целом. На тот момент ему было 17 лет и 103 дня.